# カルキディウス

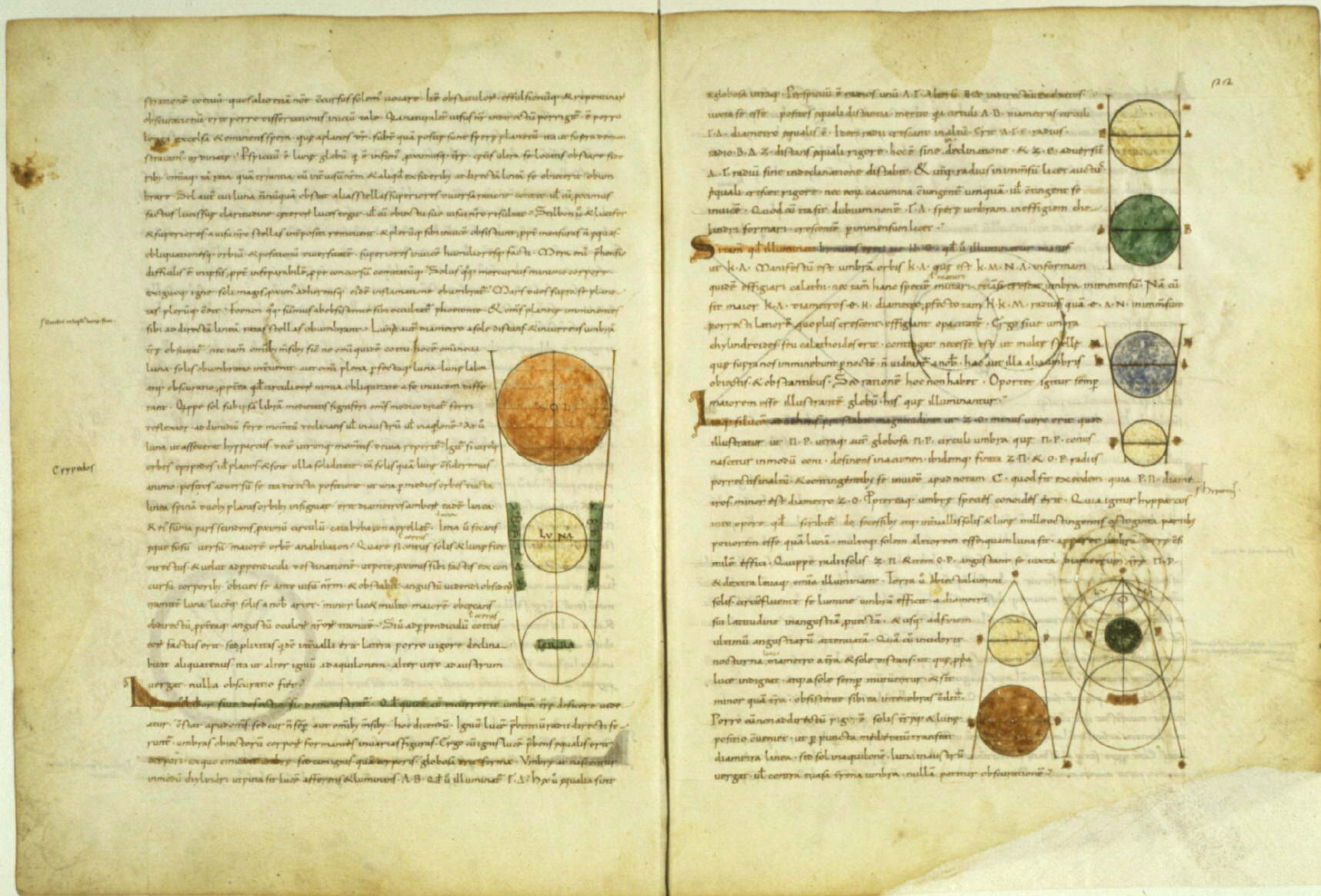
カルキディウス

カルキディウス(ChalcidiusまたはCalcidius）は、4世紀のギリシャの天文学者。
321年頃、プラトンの宇宙論に関する対話編『ティマイオス』の最初の部分(53cまで）をギリシャ語からラテン語に翻訳し、本文に倍する注釈を付した。これはコルドバの司教ホシウス（Hosius）に献じられた。カルキディウスの生涯についてはこれ以上の情報は知られていない。
この当時、プラトンの著作はほとんど西ヨーロッパで知られていなかった。また『ティマイオス』の科学的な内容は、当時にあっても非常に時代遅れであって、カルキディウスは注釈でその欠点を補っている。この著書は中世前期西ヨーロッパ社会の宇宙論の基礎の一つとなった。
彼はネオプラトニズムの影響下でアリストテレス哲学を受容しており、その著作中で、何も性質を持たず、永遠不変で、物体的とも非物体的ともいえないものとしての質料を扱っている。

## 日本語訳
- 『プラトン『ティマイオス』註解』 土屋睦廣訳、京都大学学術出版会<西洋古典叢書>、2019年